# 多赫纳尼家族
多赫纳尼家族是一个匈牙利贵族世家，1653年，神圣罗马帝国皇帝斐迪南三世赐予该家族奥地利贵族地位。一些音乐家和政治人物出身于该家族，例如多赫南伊·埃尔诺以及克里斯托夫·冯·多赫南伊。